# 自由号战列舰
自由号战列舰（法語：Liberté）是法國海軍於1900年代所建造的前無畏艦，同時是自由級戰艦首艦。本艦屬1900年艦隊法案其中之一，設計佈局承襲自共和級戰艦，與前一級最大的差別在於本級艦採用口徑更大的副砲型號。本艦於1902年11月開始鋪設龍骨，1905年4月19日時首次下水；經歷5年多的建造後，終於在1908年4月13日正式服役。艦上的主要武器為4門305公釐口徑1893/96年型主砲，這些主砲配置於2座雙聯裝砲塔內，另副砲以194公釐口徑1902年型火砲取代共和級的164公釐口徑1896年型火砲。其推進系統由3組垂直型三脹式蒸汽機與22台貝爾維爾（Belleville）式鍋爐組成，在航速可達18節（33每小時；21英里每小時）左右。然而，以全裝重型火炮（All-Big-Gun）設計概念建造的无畏号战列舰開始於1906年12月服役於英國皇家海軍，這使得本艦及其同型艦在服役時即淪為二流戰艦。
在自由號服役後，法國海軍將本艦指派至法國地中海艦隊第2總隊，服務初期的主要任務為多次海上演習與執行巡航任務，或是於法國各個地中海港口執行訪問行動，另外本艦還多次參與國內與國際的海軍閱兵典禮。1909年9月，自由號與正義號及真理號一同代表法國，前往美國參加哈德遜-富爾頓慶典。
當本艦於1911年9月25日在土倫港駐錨時，前副砲彈藥艙內突然發生砲彈裝藥自燃事故，隨即引燃彈藥艙內的火藥，導致艦上發生殉爆意外，最終造成286人罹難，艦體也幾乎損毀，爆炸四散的碎片還波及停靠於附近的數艘船，其中較近的6艘艦皆有船員受到波及而罹難。調查結果顯示該起因可能是由B火藥所造成的，此種火藥是當時法國軍事上經常使用的砲彈裝藥，然而該火藥長期存放時極其不穩定，若又遇到高溫或劇烈震動後容易產生自燃現象，而法國海軍在該時期多起軍艦殉爆意外皆可能是由B火藥所引起的。服役三年半多的自由號在毫無建樹下就以爆炸損毀畫下句點。其殘骸在爆炸後一直留在土倫港內，直到1925年法國海軍才派人將其脫淺，並拖至乾塢中進行拆解。

## 設計

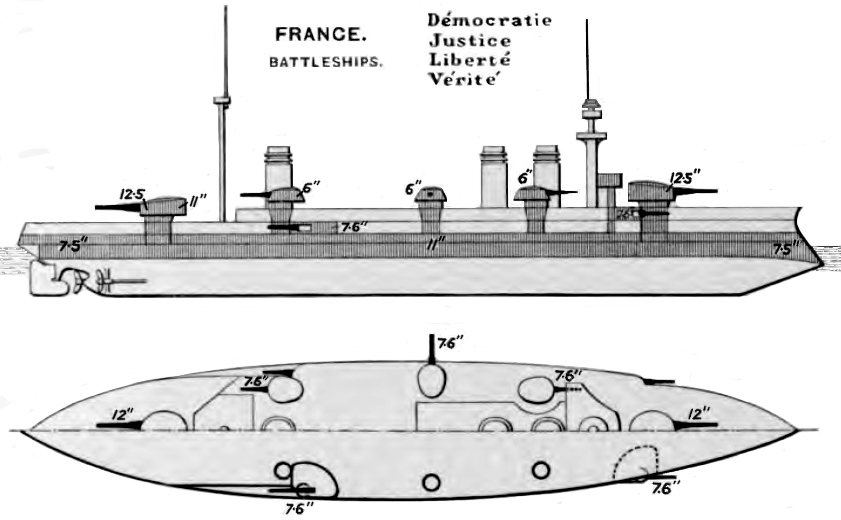
自由級描繪圖，出自1906年的布拉希海軍年鑑（Brassey's Naval Annual）。

自由級戰艦原預計為共和級戰艦的一部分，但在英國皇家海軍開始建造英王愛德華七世級戰艦後，影響到共和級戰艦建造計畫，英王愛德華七世級戰艦在副砲口徑上採用9.2英寸（230），促使法國海軍總參謀部要求將原預計要建的4艘共和級戰艦重新設計，以便能配置口徑更大的副砲。然而諷刺的是，設計師白勞易曾預計在共和級戰艦上提出相關配備方案，但因口徑較小的164.7（6.48英寸）口徑火炮射速較快，因而總參謀部拒絕口徑較大的副砲方案。這項改動除了造成武器配備不同外，大體上與共和級戰艦相似，因此自由級戰艦有時被認為是共和級的亞型艦。
自由號戰艦於1902年11月在聖納澤爾羅亞爾阿特利耶和尚提耶造船廠放置龍骨，於1905年4月19日下水，並在1908年4月13日開始服役。不過在此之前，英國的无畏号战列舰已在1906年12月2日開始服役，該艦採全巨砲設計（all-big-gun），主砲使用10門12英寸（300）口徑火砲，並使用能提供更快航速的蒸汽渦輪發動機當作推進系統，使得本艦及其同型艦在服役前即性能過時。
本艦全長135.25（443英尺9英寸）；舰宽24.25（79英尺7英寸）；平均吃水深度為8.2米（26英尺11英寸）。滿載狀況下，自由號排水量在14,900公噸（14,700長噸）。在推進系統上，本艦採三軸推進，使用3組垂直型三脹式蒸汽機，並安裝22台貝爾維爾（Belleville）式鍋爐，可提供17,500匹公制馬力（17,300匹指示馬力）額定功率，使最高航速達18節（33每小時；21英里每小時）。艦上平時燃煤庫存為900公噸（890長噸；990短噸），最大儲存量可達1,800公噸（1,800長噸；2,000短噸）；在10節（19每小時；12英里每小時）巡航速度下，可確保其巡航半徑達8,400海里（15,600；9,700英里）。出航執勤時，艦上可容納32名軍官和710名船員。
其主要武器為4門305公釐口徑1893/96年型主砲，這4門主砲安裝在2座雙聯裝砲塔內；而2座砲塔則平均分配至前甲板與後甲板側。次要武器則為10門194公釐口徑1902年型火砲；其中6門以單裝方式安裝在砲塔內，剩下4門設置在船體炮廓處；另外還有13門65公釐口徑1902年型火砲及10門47公釐口徑1902年型火砲等次要武器；船體水線下區域另設有2組450（17.7英寸）口徑魚雷管。
本艦的主裝甲帶在船舯最大厚度為280（11英寸），並與2組裝甲甲板相連接著，上裝甲甲板厚度為54（2.1英寸），下裝甲甲板厚度則為51（2.0英寸），在主裝甲帶與裝甲甲板相連的傾斜側面裝甲厚為70（2.8英寸）；主砲塔最大裝甲厚度位於砲塔正面，厚度達360（14英寸），而副砲塔正面裝甲厚度也有156（6.1英寸）厚，位在炮廓處的副砲則以174（6.9英寸）厚的裝甲保護著；另外，司令塔側面以266（10.5英寸）厚的裝甲保護著。

## 服役歷程

### 1902年至1911年期間

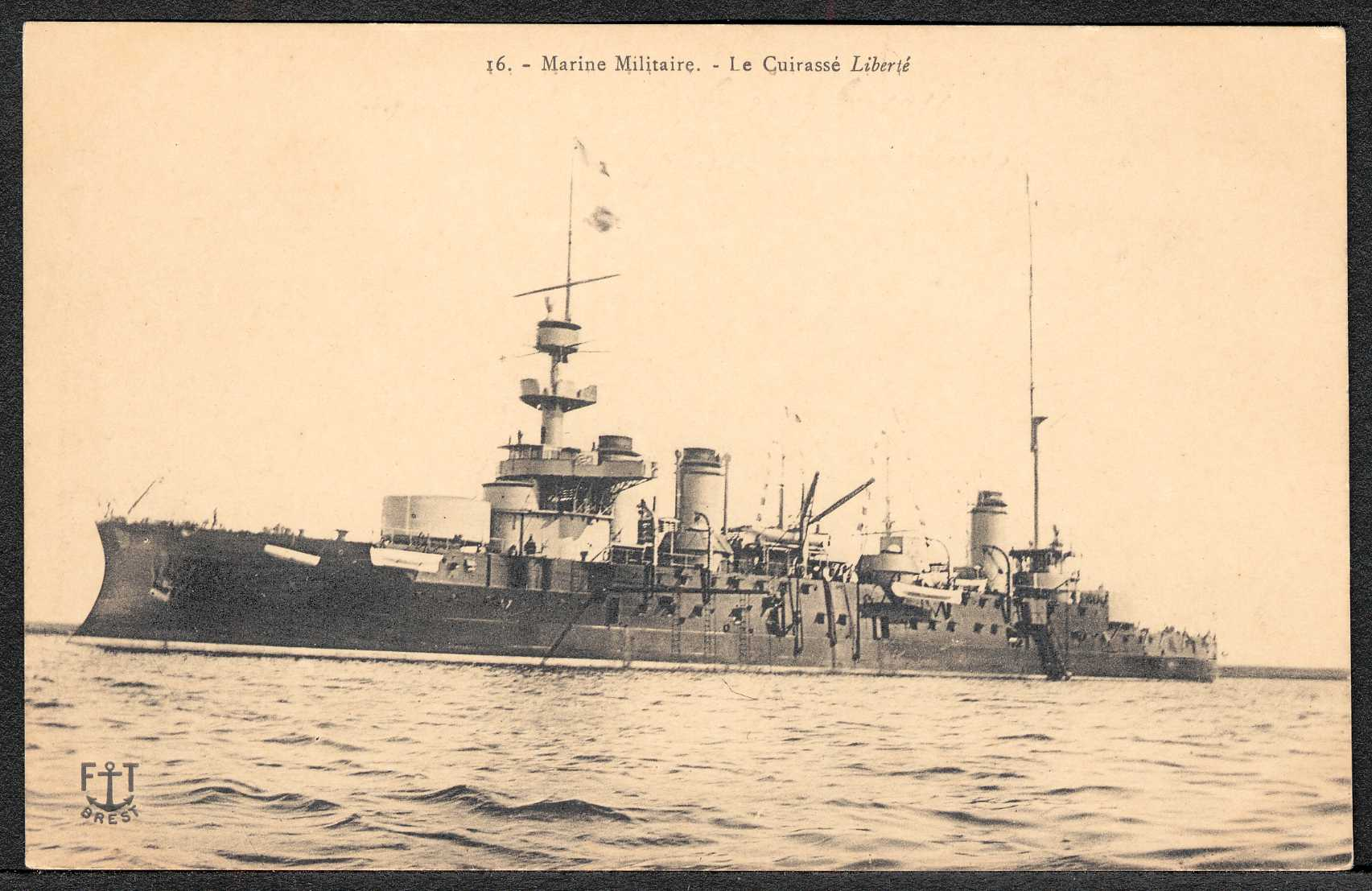
一張描有自由號戰艦的明信片。

自由號戰艦於1902年11月在聖納澤爾羅亞爾阿特利耶和尚提耶造船廠放置龍骨，於1905年4月19日下水。1907年9月5日，自由號戰艦轉移至布雷斯特兵工廠進行武器安裝作業，之後於3月18日離開布雷斯特，並回到土倫，最終本艦於1908年4月13日正式完工。然而同時期英國的无畏号战列舰卻已在1906年12月2日開始服役，該艦採全巨砲設計（all-big-gun），主砲使用10門12英寸（300）口徑火跑，並使用能提供更快航速的蒸汽渦輪發動機當作推進系統，使得本艦在服役時即性能過時。
在開始服役後，法國海軍將本艦編入地中海分艦隊第二總隊，與旗艦正義號、真理號在同一總隊內。1908年6月至7月間，自由號隨地中海分艦隊及北方分艦隊在比塞大進行年度演習。同年10月，自由號隨地中海分艦隊第二總隊再度訪問比塞大。整個地中海分艦隊於1909年2月停泊在濱海自由城，隨後至科西嘉島一帶海域進行演習任務，之後於1909年4月26日回到濱海自由城參與法國總統阿尔芒·法利埃主持的海上閱兵典禮。在這段演習期間，自由號與正義號及共和號曾於1909年3月17日以舊型鐵甲艦風暴號為目標進行射擊演習。
1909年6月2日，自由號、民主號、祖國號等3艘戰艦及歐內斯特·勒南號1艘裝甲巡洋艦啟程前往大西洋進行海上演習；在出發10日後，位於西班牙加的斯執行任務的共和號、正義號、伽利略號前來會合，一同前往大西洋，此次的演習項目包括在昂蒂奧什海峽以潛艇艦隊為假想敵，然後艦隊又向北前往拉帕利斯進行無線電報測試，並在基伯龍灣進行射擊訓練與等。在1909年7月8日至15日期間，演習艦隊停靠在布雷斯特進行整補，接著在16日時前往勒阿弗尔，並於17日在當地與北方分艦隊一同參與由法國總統阿尔芒·法利埃主持的閱兵典禮。10天過後，兩艦隊一同航行至瑟堡參與另一場海軍閱兵典禮，這場典禮舉辦的時間剛好與俄羅斯沙皇尼古拉二世訪問法國行程同時相遇，尼古拉二世隨後前來出席這場典禮。1909年9月12日，自由號與正義號、真理號離開布雷斯特，一同代表法國前往美國參加哈德遜-富爾頓慶典，慶祝歐洲人發現哈德遜河300週年。在海軍上將朱爾·勒·波德的指揮下，這三艘戰艦是第一支抵達美國的外國特遣艦隊，接著艦隊於10月27日返回土倫。

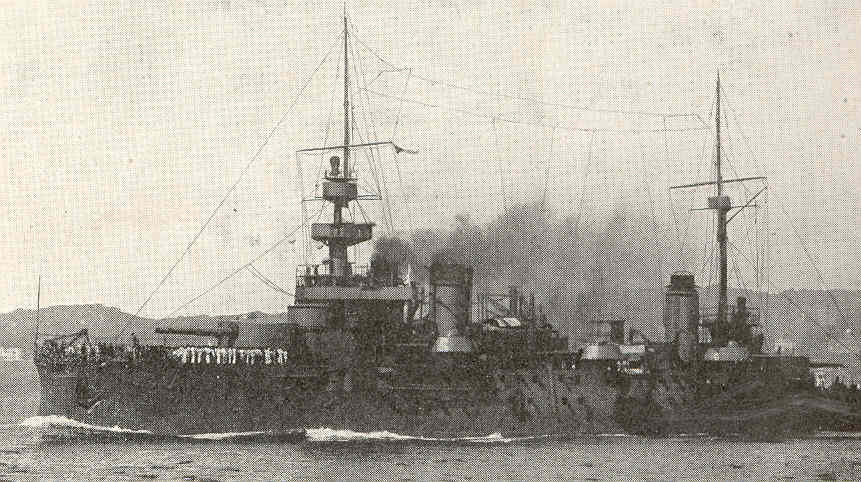
在海上航行中的自由號戰艦。

除了標準的演習任務外，1910年對自由號而言是較平穩無事的一年。自1910年5月21日至6月4日期間，6艘自由級與共和級戰艦在薩丁尼亞島及阿爾及利亞附近海域進行演習行動，隨後在1910年6月7日至18日期間與地中海分艦隊進行另一部分的演習任務。至1910年12月初時，自由號艦上爆發大規模爆發傷寒，許多船員都遭到感染，迫使海軍高層要求本艦僅能駐紮在胡安灣，試圖以隔離方式來控制疫情；所幸到12月15日時，艦上的疫情已經平息。1911年4月16日時，自由號與其它艦一同護衛搭乘在真理號上的法國總統阿爾芒·法利埃、海軍部長泰奧菲勒·德爾卡塞、公共工程和郵電部長查爾斯·杜蒙等人前往比塞大。艦隊在2天後抵達該地，並於1911年4月19日在當地進行一場閱兵典禮，參與者還包括2艘英國戰艦、2艘義大利戰艦，以及1艘西班牙巡洋艦等。護航艦隊後來於4月29日返回土倫，總統阿爾芒·法利埃在艦隊抵達港口後，宣布獎賞船員們2倍糧食配給，並免除任何懲戒，來感謝他們的表現。
1911年5月至6月期間，自由號隨第1總隊及歐內斯特·勒南號、萊昂·甘必大號等裝甲巡洋艦在西地中海海域進行巡航任務，並同時造訪包括卡利亞里、比塞大、邦纳、菲利普維爾、阿爾及爾、布日伊等多個港口。隨著次型丹東級戰列艦開始陸續服役，法國海軍於1911年8月1日將丹東級各艦分派至第1分艦隊，並將自由號等4艘同級艦，以及2艘共和級戰艦轉調至第2分艦隊。1911年9月4日，自由號隨2組分艦隊在土倫參與一場由法國總統阿爾芒·法利埃主持的艦隊閱兵儀式，接著於1911年9月11日前往胡安灣海域進行演習行動，並於9月16日返回馬賽。在接下來的9天期間，自由號一直停靠在土倫港內。

### 爆炸損毀

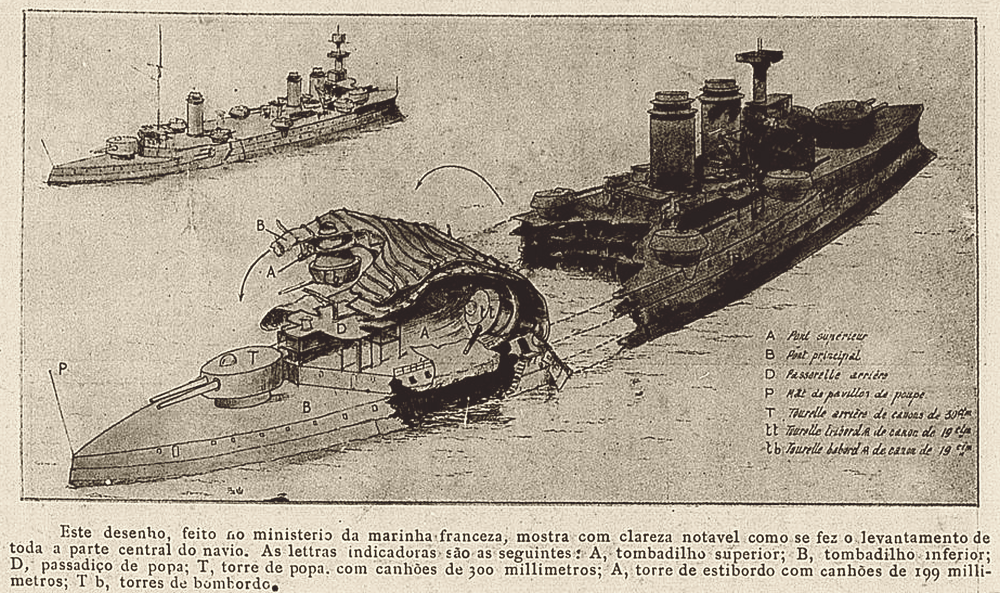
一張顯示自由號戰艦在彈藥庫爆炸後受損的示意圖。

當自由號於1911年9月25日停靠在土倫港時，前副砲彈藥艙突然發生火災，其它戰艦上的船員於當日05:31開始報告看到自由號的前右舷炮廓處漫出黑煙。此後不久，前上層建築突然竄出火花，但在其它艦上的船員觀察到自由號上已經有許多船員正試圖控制火勢，而艦上的船員則嘗試打開閥門，將海水灌入彈藥艙內來避免彈藥爆炸，但因火勢蔓延太過迅速而無法及時阻止，在05:53時發生巨大爆炸，造成艦體嚴重損毀。許多裝甲板碎片隨著爆炸波飛散至四周，2座位於船舯的194（7.6英寸）口徑砲塔都因爆炸而被拋置遠處，船舯甲板處整個塌陷，從船艏數來前55米（180英尺）處完全毀壞；前主砲塔也被炸開，其中1門炮被炸飛到港口海底泥濘處，事後僅有這門炮修復。
一部分的裝甲板被爆炸撕裂並四散各處，其中一塊重達37公噸（36長噸；41短噸）裝甲板飛向距210（690英尺）遠的共和號，造成該艦左後側嚴重受損。自由號艦上的蒸汽中型艇也受到爆炸波及而撕裂成數個碎片，並波及停靠在附近的艦艇，造成許多在甲板上的船員閃避不及而死亡，包括馬賽曲號15名、聖路易號9名、萊昂·甘必大號6名、蘇弗朗號4名、以及民主號3名等。事發當時，包括艦長在內共有143名船員於土倫休假，因而逃過一劫，在艦上輪值的船員也有不少因逃離下船而倖存，但這起災難仍造成286人罹難，另有188人受傷。
在此之前，法國海軍已經發生多起艦艇殉爆事故。首先在1907年2月時一艘魚雷艇發生爆炸，共有9人遇難。僅過一個月，耶拿號戰艦發生彈藥艙殉爆，造成107人喪生。1908年8月，一艘砲術訓練艦發生爆炸，造成6人死亡；在同一個月內，又有一艘巡洋艦發生爆炸事故，導致13人罹難。1911年10月，光榮號巡洋艦發生爆炸事故，最終有6人以上殉職。在這多起爆炸案中，最嚴重地莫過於自由號，此次爆炸最終導致286人罹難。海軍委員會主席保羅·班勒衛於1911年9月25日事發當日後，隨即招集一群人組成調查委員會，該委員會在正義號上舉行，由海軍少將讓·加沙德率領，委員會內還包括多名正義號艦上的軍官。在調查初期，委員會曾將人為蓄意破壞的可能性考慮進來，但在進一步調查後就將此可能性排除。調查最終顯示這場爆炸案屬於一場事故，火災起因可能是彈藥艙內室溫過熱引起的，並認為當時的彈藥監測標準程序不足。法國海軍內會發生這麼多起爆炸事故的元凶最終直指是B火藥造成的，這類型火藥為砲彈裝藥，是以硝化纖維、乙醚、戊醇類等化學物質組成，其特性非常不穩定，長期存放容易釋放出戊醇類物質，而戊醇類物質又與氮混合產生硝酸鹽化合物，若遇到高溫或劇烈震動時容易自燃。然而這類型火藥卻是當時法國軍事上常用的火藥，其性能比早期的黑色火藥還要出色。在此之前，法國調查人員已確認耶拿號的爆炸事故即為B火藥自燃造成的，而其它的爆炸案也多與B火藥有關。
事故發生後，海軍部門建立起新的彈藥保存規則，要求將保留超過4年的砲彈裝藥丟棄。此命令最初僅限於戰艦分艦隊，但後來擴大到所有艦隊都務必遵守。海軍部長還撤消一項命令，禁止火炮操作員將用剩的裝藥返還至彈藥艙保存起來，而必須將開啟的火藥包使用完畢，若有用剩則須將其全數丟棄。委員會還認為艦上僅為彈藥艙安排注水緊急設施是不夠的，但海軍只對緊急消防裝備進行適度的改進。最終，法國海軍於1911年10月3日為罹難者舉行國葬，時任法國總統的阿爾芒·法利埃也到場致哀。曾為委員會之一的安東·施韋勒在調查後，於1912年撰寫《海軍火药報告》（Report on Naval Powders）；自由號艦長路易士·若雷斯在調查後被委員會免除對這場災難負責。爆炸後的艦體被判定無法修復，儘管清除或標記航行危險等作業在事故後就立即開始執行，但其殘骸一直留在土倫港內，直到1925年法國海軍才派人打撈。1925年2月21日，自由號被重新脫淺並移至土倫港內一座乾塢中，之後在那裡進行拆解作業。

## 外部連結
- . Battleship-cruisers.co.uk.   [2018-04-06]. （原始内容存档于2019-07-24） （英语）.